# Municipio de San José del Peñasco
El municipio de San José del Peñasco es uno de los 570 municipios que conforman al estado mexicano de Oaxaca. Pertenece al distrito de Miahuatlán, dentro de la región sierra sur. Su cabecera es la localidad de San José del Peñasco.

## Geografía
El municipio abarca 19.17 km² y se encuentra a una altitud promedio de 1600 m s. n. m., oscilando entre 2200 y 1500 m s. n. m.

## Demografía
De acuerdo al último censo, realizado por el INEGI en 2010, en el municipio habitan 2094 personas, repartidas entre 5 localidades.